# Доминов, Рашид Рауфович
Рашид Рауфович Доминов (род. 12 декабря 1946) — советский и российский живописец, график, иллюстратор, художник театра. Член Союза художников России
Член Санкт-Петербургской академии современного искусства. Лауреат республиканской премии им. Б. Кустодиева.

Произведения художника находятся в собраниях Государственного Эрмитажа, Государственного Русского музея, Государственного музея истории искусств Грузии (Тбилиси), Астраханской картинной галерее им. Б. М. Кустодиева, Алтайского музея изобразительных искусств (Барнаул), Художественного музея Волгограда, Вологодской картинной галереи, Государственного музея искусств Татарстана (Казань), Томского художественного музея, Республиканского художественного музея Карелии и др.

## Биография
Рашид Рауфович Доминов родился в 1946 году в Астрахани. Учился в средней художественной школе при Академии художеств (1962-66), а в 1972 году окончил Ленинградский институт живописи, скульптуры и архитектуры им. И. Е. Репина (мастерскую театрально-декорационной живописи).
Рашид Доминов — известный живописец, график, иллюстратор, художник театра. 

Лауреат республиканской премии им. Б. Кустодиева. Член Союза художников России, член Санкт-Петербургской академии современного искусства. 

Заслуженный художник России
Оформил более тридцати спектаклей в театрах Москвы, Петербурга, Астрахани, Томска, Тулы, Казани. Среди них — «Лес» А. Н. Островского, «Недоросль» Д. И. Фонвизина, «За горизонтом» Ю. О’Нила. 

Участник более 300 петербургских, всероссийских, всесоюзных и международных выставок.
Черпая вдохновение в искусстве театра, миниатюрах и орнаментах Востока и живописи раннего итальянского Возрождения, Рашид Доминов в своем творчестве создает иллюзорный мир, в котором немыслима обыденность повседневности. В центре его искусства — отстраненное любование природой, человеком, городом — не важно, Флоренцией, Петербургом или Астраханью.
Книжные иллюстрации Р. Доминова, такие, как рисунки к «Рубаи» Омара Хайяма, «Азбуке театра» Юрия Алянского или «Vita Nova» Данте Алигьери, декоративны и созерцательны, спокойны и гармоничны — с ними читатель словно попадает в призрачный театр, где графические композиции воспринимаются как декорации к воображаемой пьесе.
Работы Рашида Доминова хранятся в Русском музее, Музее искусств Грузии, Музее истории Санкт-Петербурга, Санкт-Петербургском музее театрального и музыкального искусства, Музее А. Ахматовой в Фонтанном Доме, Музее современного искусства, Сосновый Бор, Музее политической истории России; художественных галереях Астрахани, Барнаула, Волгограда, Вологды, Воронежа, Комсомольска-на-Амуре, Петрозаводска, Томска, Хабаровска, Южно-Сахалинска, а также в частных коллекциях России, Германии, Франции, Финляндии, Швеции и других стран.

## Выставки
- Союз художников России, Санкт-Петербург (1978)
- Персональная выставка в Тбилиси (1983)
- Персональная выставка в Ленинграде (1986)
- Выставка «двадцати шести» художников в Ленинграде (1990)
- Персональная выставка в Москве (1995)
- Выставка Академии современного искусства Санкт-Петербург (1996)
- Выставка Академии современного искусства Санкт-Петербург (1997)
- Ратуша города Кохэм, Германия (1997)
- Персональная выставка в Санкт-Петербурге (1998)
- Галерея «Гильдия мастеров», Санкт-Петербург (1999)
- Астраханская картинная галерея им. Б. М. Кустодиева (1999)
- VII биеннале современного искусства «Диалоги» (2005)
- В рамках книжной ярмарки НЕВСКИЙ КНИЖНЫЙ ФОРУМ, Ледовый дворец, Санкт-Петербург (2006)
- 19 ХУДОЖНИКОВ, Литературно-мемориальный музей Ф. М. Достоевского, Санкт-Петербург (2006)
- В рамках международного фестиваля ОТ АВАНГАРДА ДО НАШИХ ДНЕЙ, Санкт-Петербург (2006)
- В рамках БИН-2006, ЦВЗ «Манеж», Санкт-Петербург (2006)
- VITA NOVA: НОВАЯ ЖИЗНЬ КНИЖНОЙ ИЛЛЮСТРАЦИИ, Государственный музей А. С. Пушкина на Пречистенке, Москва (2006)
- Персональная выставка НОВАЯ ЖИЗНЬ «VITA NOVA», Театральный музей им. А. А. Бахрушина, Москва (2006)
- Персональная выставка в рамках выставки ПЕТЕРБУРГ-2006, ЦВЗ «Манеж», Санкт-Петербург (2006)
- ДАР ЭРМИТАЖУ, Государственный Эрмитаж (Георгиевский зал), Санкт-Петербург (2007)
- В рамках фестиваля галерей АРТ-МАНЕЖ, Большой манеж, Москва (2007)
- Галерея «Стекло», Санкт-Петербург (2007)
- Галерея ART re Flex, Санкт-Петербург (2008)
- В рамках БИН-2008, Санкт-Петербургский Союз художников (2009)
- К 90-летию ДАНИИЛА ГРАНИНА, Всероссийский музей А. С. Пушкина, Санкт-Петербург (2009)
- «Цветы и тени», открытый клуб, Москва (2011)
- «Приглашение к путешествию», открытый клуб (совместно с Музей Востока), Москва (2014)
- «Обратный адрес», открытый клуб, Москва (2016)